# Saint-Georges-les-Bains
Saint-Georges-les-Bains är en kommun i departementet Ardèche i regionen Auvergne-Rhône-Alpes i sydöstra Frankrike. Kommunen ligger  i kantonen La Voulte-sur-Rhône som ligger i arrondissementet Privas. År 2022 hade Saint-Georges-les-Bains 2 415 invånare.

## Befolkningsutveckling
Antalet invånare i kommunen Saint-Georges-les-Bains
Referens: INSEE